# (74490) 1999 CS120
(74490) 1999 CS120 – planetoida z pasa głównego asteroid okrążająca Słońce w ciągu 5,5 lat w średniej odległości 3,12 j.a. Odkryta 11 lutego 1999 roku.